# Roger Rochard

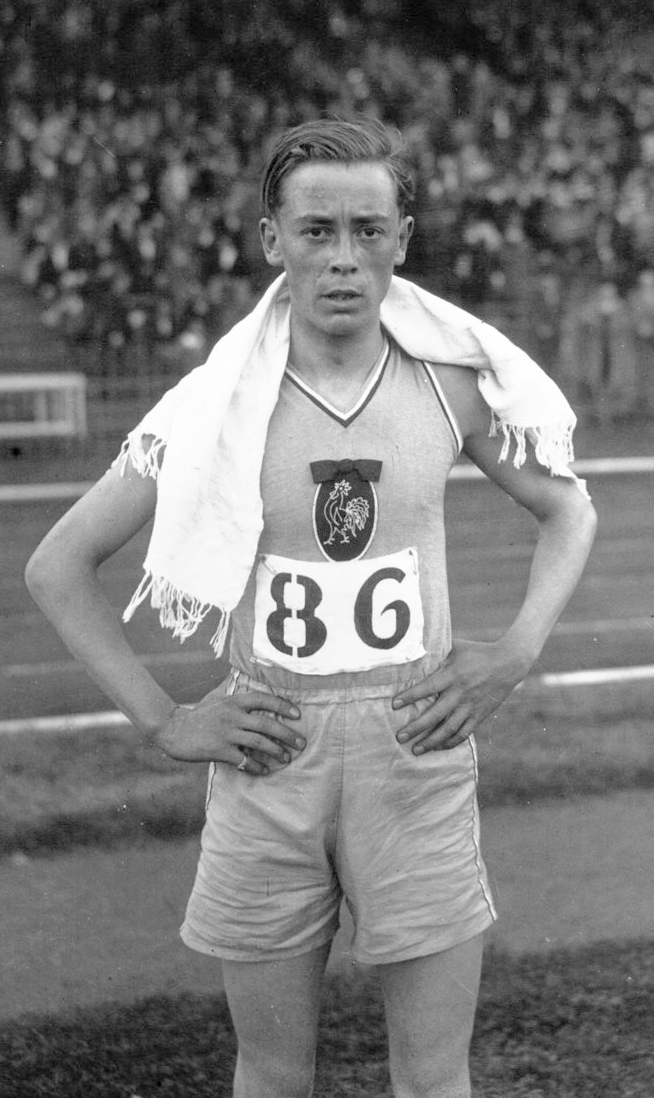
Roger Rochard, 1931

Roger Raymond Louis Rochard (* 20. April 1913 in Évreux; † 25. Februar 1993 ebenda) war ein französischer Langstreckenläufer. Der 1,72 m große und in seiner Wettkampfzeit 57 kg schwere Läufer trat von 1931 bis 1938 insgesamt 19-mal für die französische Leichtathletiknationalmannschaft an.
Bei den Olympischen Spielen 1932 in Los Angeles qualifizierte sich Rochard für das Finale im 5000-Meter-Lauf, gab aber im Endlauf auf.
1934 fanden in Turin die ersten Europameisterschaften statt. Rochard gewann das 5000-Meter-Finale mit neuem französischem Rekord von 14:36,8 Minuten. Er schlug dabei den amtierenden Olympiasieger im 10.000-Meter-Lauf Janusz Kusociński und dessen Nachfolger Ilmari Salminen, die Silber und Bronze gewannen. Rochard war damit der einzige Franzose, der in Turin Europameister wurde.
Bei den Olympischen Spielen 1936 in Berlin schied Rochard über 5000 Meter bereits im Vorlauf aus. 1938 erreichte Rochard noch einmal das Finale bei den Europameisterschaften in Paris, wurde aber in 14:55,6 Minuten nur Achter.
Rochard wurde viermal französischer Meister über 5000 Meter, und zwar 1931, 1932, 1934 und 1935. Neben seinem 5000-Meter-Rekord von 1934 stellte Rochard über 3000 Meter drei weitere französische Landesrekorde auf. Bei seinem letzten Rekord 1941 wurde er kurioserweise nur Zweiter, lief aber die gleiche Zeit wie Raphaël Pujazon.

## Bestzeiten
- 3000 Meter: 8:25,7 Minuten (1941)
- 5000 Meter: 14:36,8 Minuten (1934)